# Trakt (jednostka administracyjna)

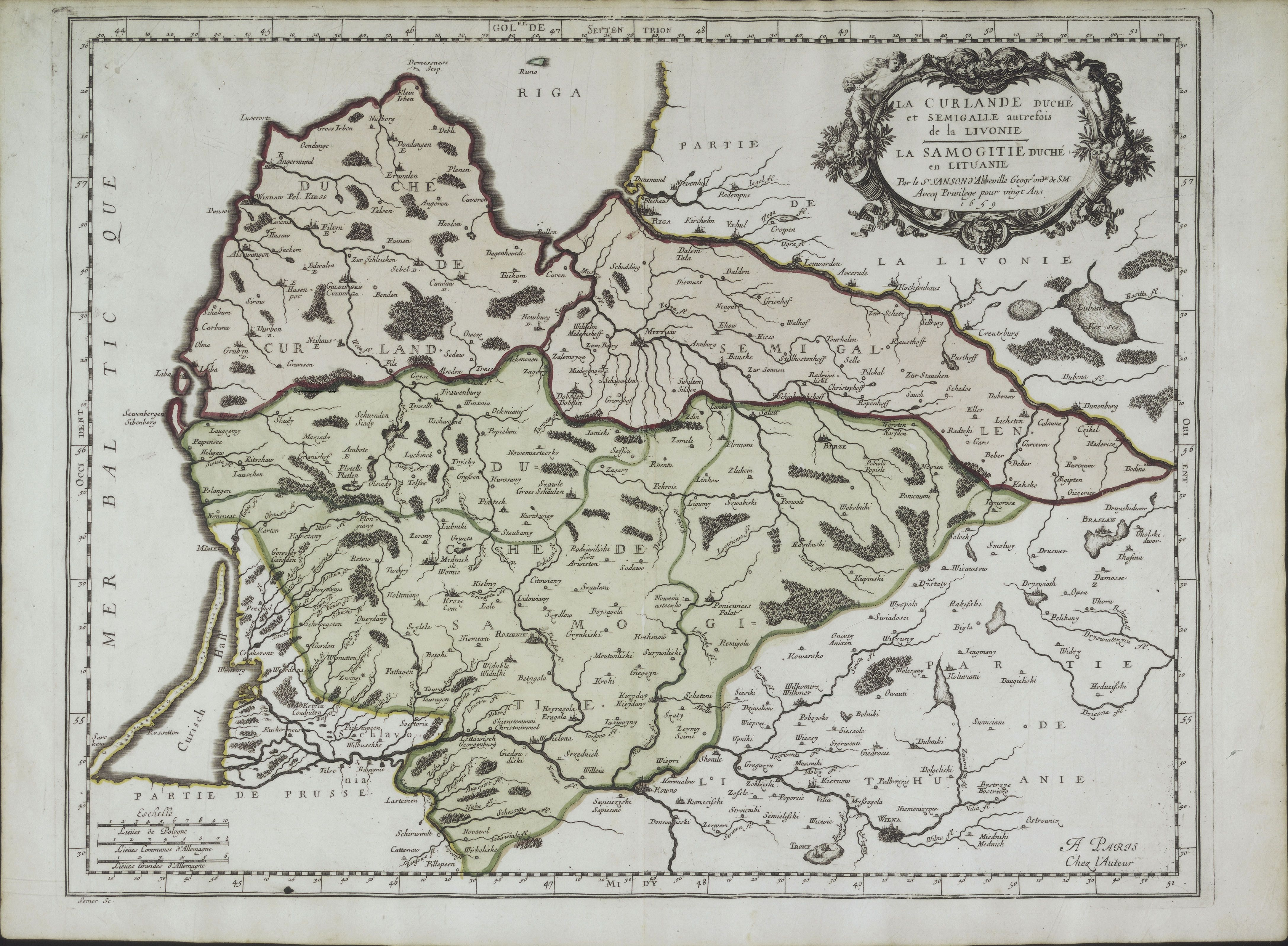
Księstwo Żmudzkie na mapie z 1659

Trakt – dawna jednostka administracyjna w Księstwie Żmudzkim, wchodzącym w skład Wielkiego Księstwa Litewskiego, odpowiednik powiatów w pozostałej części I Rzeczypospolitej.
Według Zygmunta Glogera nazwa wywodziła się z czasów, gdy na Żmudzi osadnictwo skupiało się jedynie wzdłuż szlaków komunikacyjnych, czyli traktów.
W skład Księstwa Żmudzkiego wchodziło 28 traktów:
- Ejragoła
- Wilki
- Wielona
- Rosienie
- Widukle
- Kroże
- Tendziagoła
- Jaswony
- Szawle
- Wielkie Dyrwiany
- Małe Dyrwiany
- Berżany
- Użwenty
- Telsze
- Retów
- Pojurze
- Wieszwiany
- Korszew
- Szadów
- Gondinga
- Twery
- Potumsza
- Birżyniany
- Połąga
- Powondeń
- Medyngiany
- Korklany
- Żorany

Ponadto w I Rzeczypospolitej traktem zapuszczańskim nazywano południową część województwa trockiego od lewego brzegu Niemna poprzez dzisiejszą Puszczę Augustowską do granicy Prus, zaś traktem zatykockim – południową część ziemi bielskiej w województwie podlaskim, położoną na północ od Narwi i Tykocina.